# Centro de interpretación de la cultura andalusí
El Centro de interpretación de la cultura andalusí (CICA) es una sala expositiva situada en la localidad andaluza de Algeciras y dependiente del Museo municipal de la localidad dedicada a la exposición de restos arqueológicos y réplicas relacionados con la historia medieval de Al-Yazira Al-Jadra.

## Historia y descripción
El centro de interpretación fue inaugurado en 2009 como parte del proyecto de rehabilitación del Parque arqueológico de las murallas merinies llevado a cabo mediante la colaboración del Ministerio de Cultura, la Consejería de Cultura de la Junta de Andalucía, la Diputación de Cádiz y el Ayuntamiento de Algeciras. El proyecto de construcción del Centro fue desarrollado por la empresa Expociencia utilizando técnicas de museificación modernas con la ayuda de infografías y otros recursos didácticos.
Este museo se encuentra situado junto a las antiguas murallas medievales ocupando dos plantas del edificio construido sobre los restos del antiguo cementerio medieval. La planta baja está dedicada precisamente a estas murallas del siglo XIII con maquetas sobre el sistema constructivo utilizado en ellas y la técnica de destrucción empleada tras el asedio de 1369 así como una reconstrucción de un enterramiento del cercano cementerio del Fonsario. La primera planta del museo está dedicada a la vida doméstica de la ciudad con ejemplos de material cerámico y una reconstrucción de la cocina de una vivienda de la época.